# Alex Fiva
Alex Fiva (Newport Beach, 29 januari 1986) is een Zwitserse freestyleskiër. Hij vertegenwoordigde Zwitserland op de Olympische Winterspelen 2014 in Sotsji en op de Olympische Winterspelen 2018 in Pyeongchang.

## Carrière
Bij zijn wereldbekerdebuut, in maart 2008 in Hasliberg, scoorde Fiva direct zijn eerste wereldbekerpunten. In december 2010 stond de Zwitser in Innichen voor de eerste keer op podium van een wereldbekerwedstrijd. Op de wereldkampioenschappen freestyleskiën 2011 in Deer Valley eindigde Fiva op de vijfentwintigste plaats. Op 7 januari 2012 boekte hij in St. Johann in Tirol zijn eerste wereldbekerzege. In Voss nam de Zwitser deel aan de wereldkampioenschappen freestyleskiën 2013, op dit toernooi eindigde hij als elfde op de skicross. In het seizoen 2012/2013 won Fiva de wereldbeker op het onderdeel skicross. Tijdens de Olympische Winterspelen van 2014 in Sotsji eindigde hij als 31e op het onderdeel skicross.
Op de wereldkampioenschappen freestyleskiën 2015 in Kreischberg eindigde de Zwitser als 28e op de skicross. In de Spaanse Sierra Nevada nam Fiva deel aan de wereldkampioenschappen freestyleskiën 2017. Op dit toernooi eindigde hij als 21e op het onderdeel skicross. Tijdens de Olympische Winterspelen van 2018 in Pyeongchang eindigde hij als negende op de skicross.
Op de wereldkampioenschappen freestyleskiën 2019 in Park City eindigde de Zwitser als vierde op de skicross. In Idre Fjäll nam Fiva deel aan de wereldkampioenschappen freestyleskiën 2021. Op dit toernooi werd hij wereldkampioen op de skicross.

## Resultaten

### Olympische Winterspelen
| Jaar | Plaats      | Resultaten   |
| ---- | ----------- | ------------ |
| 2014 | Sotsji      | 31e Skicross |
| 2018 | Pyeongchang | 9e Skicross  |

### Wereldkampioenschappen
| Jaar | Plaats        | Resultaten   |
| ---- | ------------- | ------------ |
| 2011 | Deer Valley   | 25e Skicross |
| 2013 | Voss          | 11e Skicross |
| 2015 | Kreischberg   | 28e Skicross |
| 2017 | Sierra Nevada | 21e Skicross |
| 2019 | Park City     | 4e Skicross  |
| 2021 | Idre Fjäll    | Skicross     |

### Wereldbeker
Eindklasseringen
| Seizoen   | Algm  | SX    |
| --------- | ----- | ----- |
| 2007/2008 | 204e  | 60e   |
| 2009/2010 | 125e  | 45e   |
| 2010/2011 | 46e   | 14e   |
| 2011/2012 | 8e    | Brons |
| 2012/2013 | Brons | Goud  |
| 2013/2014 | 25e   | 7e    |
| 2014/2015 | 49e   | 15e   |
| 2015/2016 | 40e   | 8e    |
| 2016/2017 | 15e   | Brons |
| 2017/2018 | 20e   | 4e    |
| 2018/2019 | 13e   | Brons |
| 2019/2020 | 68e   | 13e   |

Wereldbekerzeges
| Datum            | Plaats                  | Onderdeel |
| ---------------- | ----------------------- | --------- |
| 7 januari 2012   | St. Johann in Tirol     | Skicross  |
| 15 januari 2012  | Les Contamines-Montjoie | Skicross  |
| 23 december 2012 | Innichen                | Skicross  |
| 12 januari 2013  | Les Contamines-Montjoie | Skicross  |
| 16 maart 2013    | Åre                     | Skicross  |
| 25 januari 2014  | Kreischberg             | Skicross  |
| 7 maart 2014     | Arosa                   | Skicross  |
| 10 december 2016 | Val Thorens             | Skicross  |
| 15 januari 2017  | Watles                  | Skicross  |
| 11 februari 2017 | Idre Fjäll              | Skicross  |
| 13 januari 2018  | Idre Fjäll              | Skicross  |
| 19 januari 2019  | Idre Fjäll              | Skicross  |